# Lomas de Oriente
Lomas de Oriente es un conjunto de siete barrios homónimos, construidos entre los años 1996 y 2001, en la ciudad de Chillán, Región de Ñuble, Chile. Su nombre deriva del aspecto geográfico del área en que se ubican la villa. 
La presencia de servicios públicos, como centros de salud, tenencia de Carabineros, piscina pública, jardines infantiles, la construcción de un parque, y una delegación municipal de la comuna de Chillán, han creado un centro cívico en el lugar, lo cual han hecho considerar a la zona, una aspirante a la Independencia comunal junto al sector de Los Volcanes.
En septiembre de 2021, la municipalidad de Chillán firmó un traspaso de la sede vecinal de Lomas de Oriente para la instalación de una delegación del municipio, lo cual deriva en la creación de un cargo denominado Delegado municipal, a quien se le atribuirá la resolución de problemáticas sociales en los sectores de Los Volcanes, Villa Shangri-La, Nuevo Amanecer y Los Dominicos.